# Basker (huvudbonad)

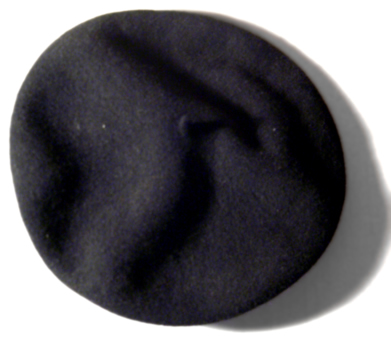
En traditionell basker.

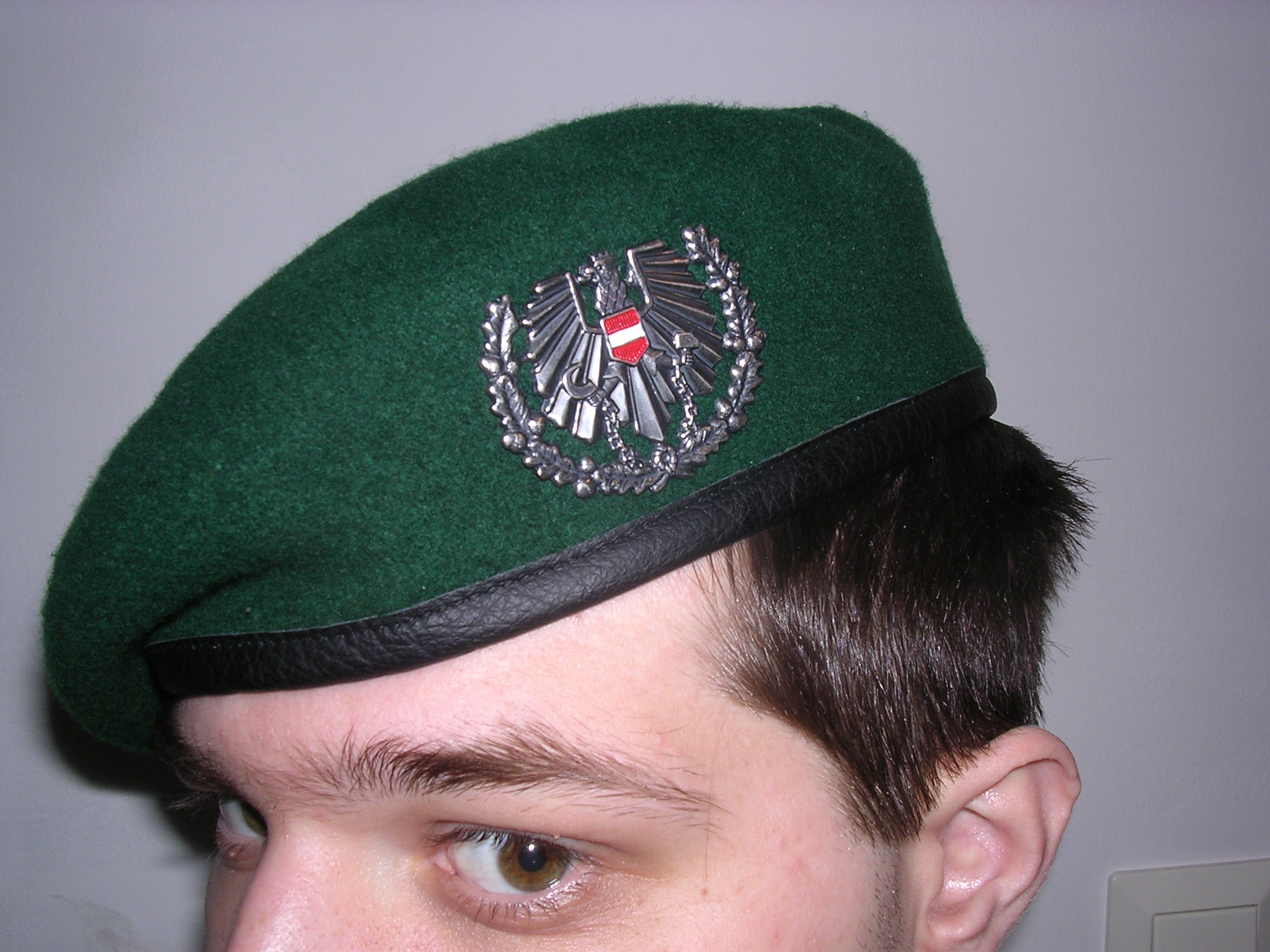
Österrikisk militärbasker.

Basker (även bask eller  baskermössa) är en mjuk, rundkullig mössa utan skärm, ofta av filt. Ordet "basker" kommer ursprungligen från Baskien i norra Spanien. I de aktuella regionerna benämns en mössa av denna typ "txapel" (på baskiska) eller "boina" (på spanska/katalanska/portugisiska). 
Under slutet av 1920-talet blev baskern ett populärt sportplagg. I Finland använder man i militära sammanhang termen barett för det som man i Sverige kallar basker.

## Militära baskrar
Baskermössan har använts av många militära enheter och av polisstyrkor i olika länder. I vissa länder förknippas den med elittrupper. Ett är Gröna baskrarna i USA.
Den moderna traditionen med militär baskeranvändning började hos de franska alpjägarna som använde sig av lokalbefolkningens stora baskrar som huvudbonad. Det var och är stora baskrar som kunde dras ned över öronen vid kyla. De första brittiska stridsvagnsförbanden började använda sig av svarta baskrar för att de var bekväma huvudbonader när pansarsoldaten skulle krypa in och ut i trånga utrymmen. Baskern fick därigenom status av kännetecken för elitförband. Från pansartrupperna spred sig baskern sen till fallskärmsjägarna, då i vinröd färg. 

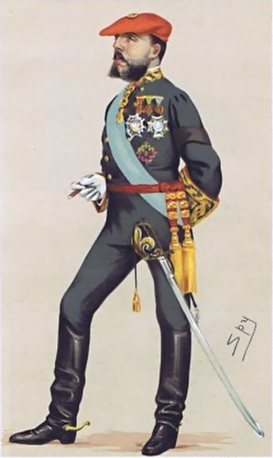
Ännu under det Spanska inbördeskriget 1820–1823 bar carlistiska förband röda baskrar. Detta har dock ingenting att göra med den moderna militära baskertraditionen, utan utgick från baskern som en folklig huvudbonad i Navarra. Bilden visar den carlistiske tronpretendenten Carlos VII (1848–1909).
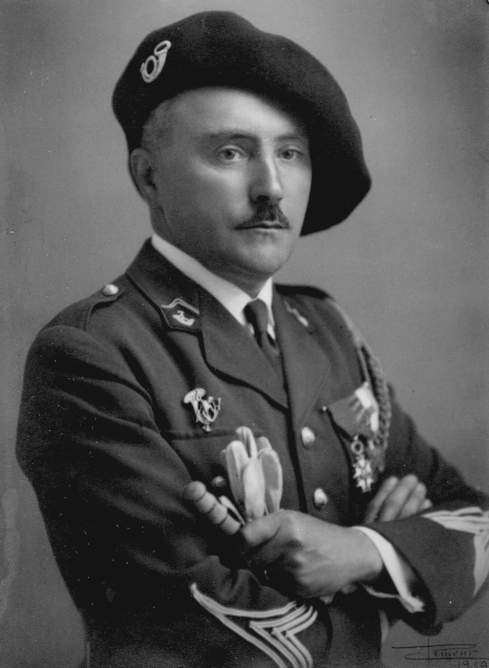
Fransk alpjägarofficer 1939. De franska alpjägarna bar samma sorts baskrar som användes lokalt i bergstrakterna.
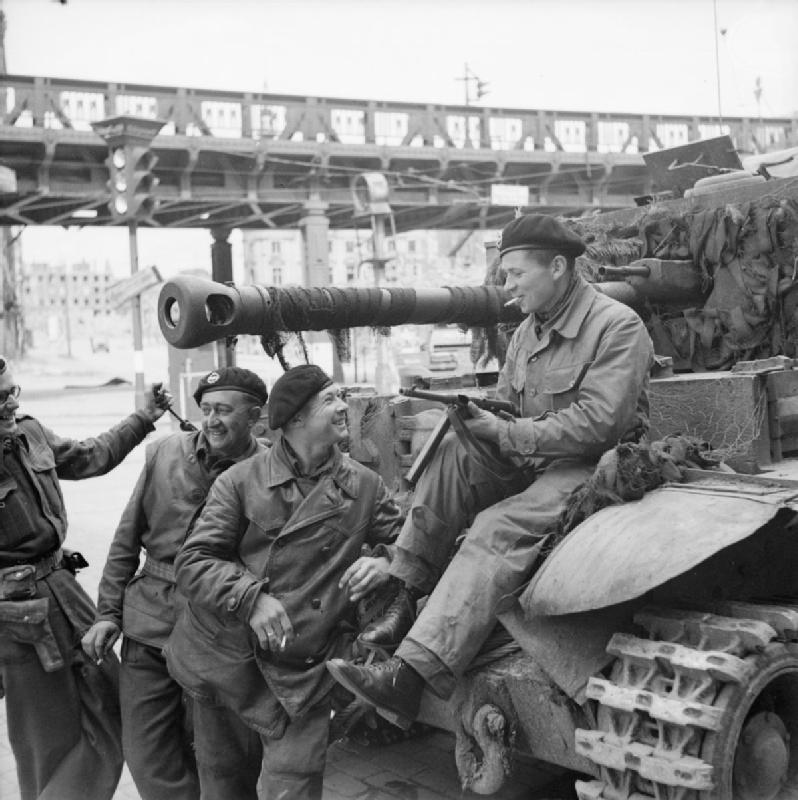
Brittiska pansarsoldater 1945. Den brittiska pansarbaskern – som inspirerades av de franska alpjägarbaskrarna – är ursprunget till den moderna militära baskertraditionen.
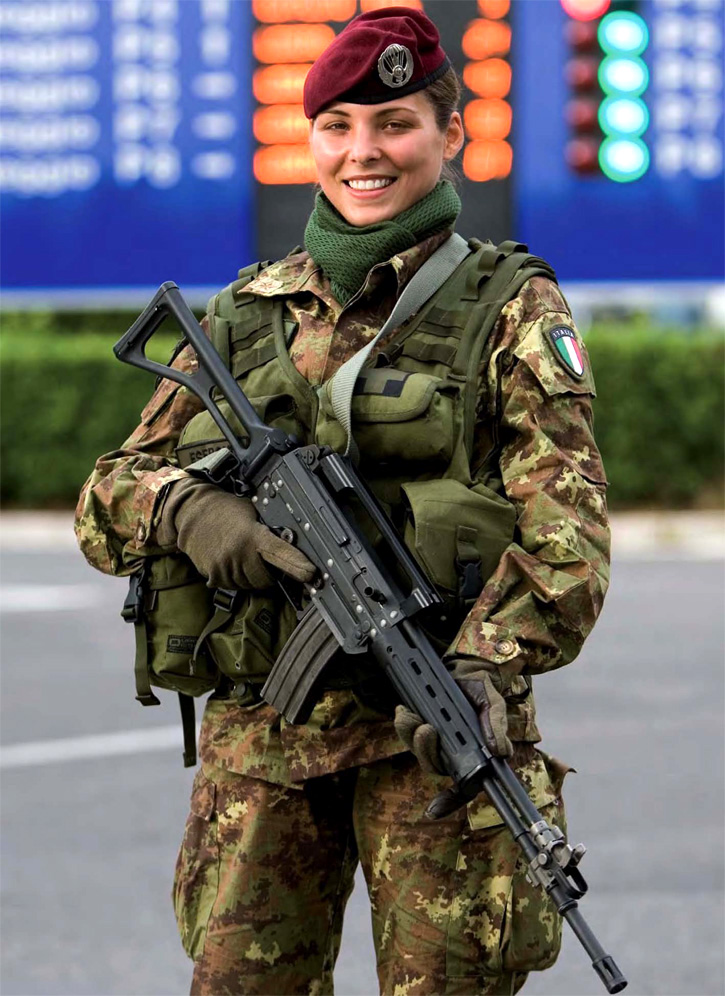
Fallskärsmjägarbaskerns vinröda färg är grunden till de militära baskrarnas rika färgschema. Bilden visar en italiensk kvinnlig fallskärmsjägare 2006.

### Israel
- Baskerfärger

### Schweiz

#### Baskerfärger i schweiziska armén
| Baskerfärg | Truppslag och tjänstegrenar |
| ---------- | --- |
| Svart      | Pansartrupperna, ingenjörstrupperna, räddningstrupperna, ledningstrupperna, CBRN-skyddstrupperna, militära underrättelsetjänsten, generalstabstjänsten, militära rättegångsväsendet, arméns själavårdspersonal, beredskapstjänsten, territorialtjänsten. |
| Mörkgrön   | Infanteriet |
| Röd        | Artilleriet |
| Mörkblå    | Flygvapnet |
| Mellanblå  | Sjukvårdstrupperna, Röda Korset |
| Mörkröd    | Logistiktrupperna |
| Grått      | Militärpolisen |
| Blå FN     | Fredsinsatser |
| Källa      | [ 3 ] |

### Sverige

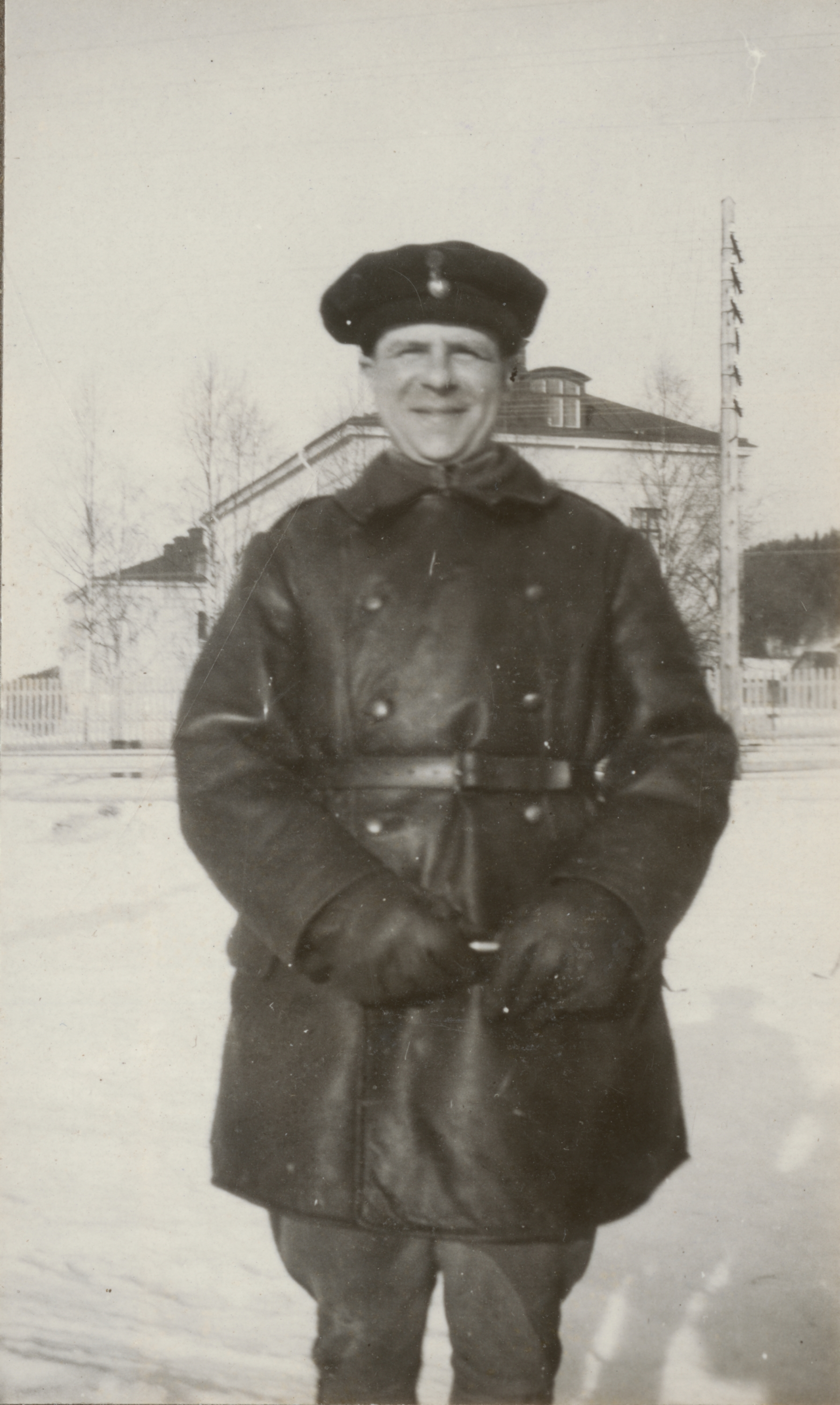
Svensk pansaruniform med svart stridsvagnsmössa, vintern 1929.

I den svenska Försvarsmakten användes stridsvagnsmössa m/30 länge som skyddsbeklädnad av stridsvagnsbesättningar. Inspirerad av dessa huvudbonader infördes baskermössa m/1952 för Fallskärmsjägarskolan efter andra världskriget. Den var av vinrött ylle med en skyddskant av skinn. Med uniform m/1960 infördes baskrar även för Lapplands jägarregemente och Norrlands dragoner (mörkgrön), samt pansartrupperna (mörkblå). År 1978 fick även Livregementets husarer mörkgrön basker och 1982 fick arméflyget en mellanblå basker.
Inom marinen infördes en kommandogrön basker för kustjägare från och med den 1 september 1961.
Från och med 2003 används basker av hela armén, amfibiekåren och helikopterflottiljen.

#### Baskerfärger i Försvarsmakten
| Baskerfärg   | Förband |
| ------------ | --- |
| Vinröd       | Fallskärmsjägare vid 32. Underrättelsebataljonen                                                                                   |
| Mörkbrun     | Hemvärnet |
| Mörkgrön     | Livgardet (kavalleri), Arméns jägarbataljon, Lapplandsjägargruppen, Livregementets husarer, Flygbasjägare                          |
| FN-blå       | Personal i FN-tjänst |
| Mellanblå    | Helikopterflottiljen |
| Kommandogrön | Amfibiekåren Kustjägarna |
| Mörkblå      | Övriga med baskertecken för Armén eller Flygvapnet, samt första och andra marina basbataljonerna.                                  |
| Röd          | Försvarsmusiken |
| Gul          | EU-monitorer |
| Svart        | Livgardet (infanteri), Norrbottens regemente, Skaraborgs regemente, Södra skånska regementet, Markstridsskolan, Gotlands regemente |
| Khaki        | Hemvärnet |
| Sandfärgad   | Utlandstjänst |
| Olivgrön     | Specialförband |
| Källa        | [ 6 ] |

### Tyskland
- Baskerfärger.

### USA
Från att ha varit en persedel som betecknade en elit används baskern idag som allmän huvudbonad i många länders arméer. Nu är det i stället baskerfärgen som får markera förbandens status. I USA har baskern sedan 2001 varit huvudbonad för alla arméförband i fältuniform, men 2011 beslutade den amerikanska arméledningen att för armén i allmänhet skall baskern ersättas av fältmössor med skärm. Orsaken var soldaternas missnöje med att baskern var opraktisk i fält.

### Österrike

#### Baskerfärger iBundesheer
| Baskerfärg | Förband                                                                                         |
| ---------- | ----------------------------------------------------------------------------------------------- |
| Svart      | 3. pansargrenadjärbrigaden 4. pansargrenadjärbrigaden                                           |
| Mörkgrön   | 7. jägarbrigaden (med undantag av jägarbataljon 25) Territorialorganisationen Försvarets skolor |
| Vinröd     | Jägarbataljon 25                                                                                |
| Röd        | Gardesbataljonen                                                                                |
| Mörkröd    | Militärpolisen                                                                                  |
| Rostbrun   | Ledningsbataljon 1 och 2 samt Ledningsskolan                                                    |
| Grå        | Skyddsskolan                                                                                    |
| Mörkblå    | Underhållsskolan och underhållstjänsten                                                         |
| Blå FN     | Personal i FN-tjänst                                                                            |
| Gröngul    | Idrottscentrum                                                                                  |
| Olivgrön   | Jaktkommando (specialförband)                                                                   |
| Källa      | [ 9 ]                                                                                           |